# Henry Russell Spencer
Henry Russell Spencer, auch Henry R. Spencer bzw. Henry Spencer (* 22. Januar 1879 in Foxborough, Massachusetts; † 1970 in Columbus, Ohio) war ein US-amerikanischer Politikwissenschaftler, der 1947/48 als Präsident der American Political Science Association (APSA) amtierte. Zu diesem Zeitpunkt war er Professor für Politikwissenschaft an der Ohio State University.
Spencer hatte das Colby College in Waterville, Maine besucht, wo er 1899 mit dem Bachelor of Arts abschloss. An der Columbia University erlangte er 1901 den Masterabschluss und war 1905 zum Ph.D. promoviert worden. Von 1903 bis 1906 lehrte er als Instructor amerikanische Geschichte und Politikwissenschaft an der Ohio State University. Von 1909 bis zu seiner Pensionierung 1949 war er Professor an der Ohio State University. Eine Unterbrechung seiner dortigen Lehrtätigkeit gab es nur 1906/07, als er an der Princeton University unter dem damaligen Präsidenten der Universität,  Woodrow Wilson als Dozent für Geschichte und Politik tätig war.

## Schriften (Auswahl)
- Political superstitions. A lecture delivered at The Ohio State University March 6, 1951. Walter J. Shepard Foundation, Columbus 1951.
- Government and politics abroad. H. Holt and Co., New York 1936.
- Government and politics of Italy. World Book Company, Yonkers-on-Hudson 1932.
- Constitutional conflict in provincial Massachusetts. A study of some phases of the opposition between the Massachusetts governor and General Court in the early eighteenth century. Fred J. Heer, Columbus 1905.